# Rejsekongedømme
Rejsekongedømmet kan siges at være alternativ til at have en politisk hovedstad, et permanent centrum, hvorfra et kongerige regeres. Især Vesteuropa var præget af et politisk styre hvor de højeste politiske myndigheder konstant ændrede bopæl, og også førte (hele eller store dele af) landets centrale regering med på deres rejser. Riget havde således ikke noget ubetinget centrum, intet fast opholdssted (sæde) for regeringen.

## Fænomenets udbredelse
Denne regeringsmåde er stærkest forbundet med tysk historie, hvor fremkomsten af en hovedstad tog en usædvanlig lang tid. Den tyske vandrende regering (Reisekönigtum) var fra frankisk tid og op til den sene middelalder, den sædvanlige form for kongelig eller kejserlig magt. De Hellige Romerske kejsere i middelalderen regerede ikke fra en hovedstad. De rejste med familien og deres hof gennem riget.

### Vesteuropa
Dette var også tilfældet i andre europæiske lande - hvor udtryk som "itinerant kingship", "travelling kingdom" og "corte itinerante" beskriver dette fænomen. Konger og deres følge rejste kontinuerligt fra det ene kongelige palads til et andet. London og Paris begyndte at udvikle sig til virkelige politiske centre i slutningen af 1300-tallet, når Lissabon også viste lignende tendenser. Nogle andre vesteuropæiske byer viste også tendenser i retning mod at blive politiske hovedstæder på dette tidspunkt. (Spanien manglede dog et fyrsteligt centrum indtil Filip 2. af Spanien ophøjede Escorial udenfor Madrid til denne rang.) De skandinaviske moderne hovedstæder Stockholm og København kan belægges have haft en særlig status som kongelig hovedbopæl i løbet af det fjortende århundrede; en permanent politisk administration eksisterede der dog først i 1600-tallet.
Tysk forskning har kunnet etablere kort over de (franske og) tyske herskeres rejseruter fra Karl den Store til Frederik 2. og Ludvig den Hellige med angivelse af hvor mange gange den pågældende besøgte en bestemt lokalitet. Det ses heraf, at flere af herskerne koncentrerede sig om bestemte områder, medens de sjældent eller aldrig besøgte andre.
I løbet af et år kunne imponerende vejstrækninger gennemrejses. Tyske historikere finder på grundlag af kongelige breve, for eksempel, at kejseren Henrik 6. (tysk-romersk kejser) og hans følge mellem den 28. januar og den 20 december 1193 gennemkørte mere end 4000 km gennem hele det tyske område. Rekonstruktion af destinationer giver følgende kronologiske rejserute: Regensburg - Würzburg - Speyer - Haguenau - Strasbourg - Haguenau - Boppard - Mosbach - Würzburg - Gelnhausen - Koblenz - Worms - Kaiserslautern - Worms - Hassloch - Strasbourg - Kaiserslautern - Würzburg - Sinzig - Aachen - Kaiserwerth - Gelnhausen - Frankfurt am Main - Gelnhausen.
Skandinavien var ikke anderledes. I Sverige rejste kongerne på tilsvarende måde over hele landet. I de tidligste tider har det været vanskeligt at afgøre, om de hovedsagelig opholdt sig i nogle områder og mindre hyppigt i andre. Gustav Vasa boede eksempelvis i perioder i Västergötland og Småland, selv om Mälardalen var hans normale levested. Det var først under Johan 3. af Sverige, at kongen mere permanent tog ophold i Stockholm og på nærliggende slotte.

### Danmark
Rejsekongedømmet er en fælleseuropæisk foreteelse, men har længe været erkendt også i dansk forskning. Mange af de danske diplomerne fra det 12. århundrede oplyser ikke udstedelsestedet. Kongelige rejseruter kan derfor (og på grund af diplomernes ringe tal) ikke rekonstrueres for denne periode. Man kan dog notere de steder, hvor kongen har været og se om de fordeler sig nogenlunde jævnt over riget.
For tiden fra ca. 1130 til Valdemar den Stores tid (1157-82) giver diplomerne kun indtryk af at kongen aldrig kom til Jylland, men de berettende kilder (Saxo Grammaticus) for disse år indeholder en mængde oplysninger om kongernes opholdssteder og rejser. Det billede man herved får, viser, at kongerne jævnligt kom til forskellige hoveddele – men også, at en stor del af rejseaktiviteten skyldtes borgerkrigene.
Om Valdemar den Stores rejser er vi bedre underrettet. Der er flere diplomer bevaret, og Saxo beskriver udførligt hans færden. Roskilde, Søborg, Ringsted, Slangerup, Vestjylland, Lund og Fyn nævnes. Kongen synes kun at have opholdt sig på Sjælland i sit første regeringsår.
Efterfølgeren Knud 6. besøgte Viborg, Fyn, Skåne, Samsø – men vi kender ellers ikke meget til kongens rejserute.
Fra Valdemar Sejrs lange regeringstid (1202-41) er tilstrækkeligt mange oplysninger om hans opholdssteder bevaret til, at det lønner sig at indtegne dem på et kort. Disse oplysninger viser tydeligt, at kongen koncentrerede sig om det sydlige Danmark, hvor Slesvig og især Vordingborg kom til at spille en rolle som residenser.
Erik Plovpennings opholdssteder (1241-50) viser, at han rejste en del i sit rige, men i dets centrale dele (syd for axen Ribe-Lund) overvejende. Hverken i Jylland (nord for Kolding), i Halland, Blekinge eller Skåne (øst for Lund) kan hans tilstedeværelse påvises.
Som enekonge fulgte Abel af Danmark (1250-52) stort set det samme rejsemønster. Christoffer 1.s regering (1252-59) var i flere perioder præget af uro; på trods heraf afviger kongens rejseaktivitet ikke meget fra hans broders og forgængers. Tyngdepunktet i riget lå stadig syd for Ribe-Lund-axen, de foretrukne byer var Ribe og mødebyerne Nyborg og Vordingborg.
Erik Klipping (1259-86) afviger noget fra forgængernes opholdssteder. Nu blev også Nørrejylland systematisk inddraget. Derimod kom heller ikke han til Blekinge eller Østskåne (medens hans moders faste etablering i Nykøbing Falster betød, at kongen oftere kom hertil, thi kongen var umyndig ved faderens død og enkedronning Margrethe synes til dels at have administreret gennem en længere årrække). Vi ser nu Roskilde som den vigtigste by, tæt fulgt af Nyborg, hvor hoffet hyppigst mødtes; vest for Lillebælt synes kongen at have foretrukket Ribe og Aalborg som opholdssteder.
Efterfølgeren Erik Menved (1286-1319) engagerede sig aktivt i nordtysk politik og var ofte selv til stede syd for Østersøen af denne grund. Vedrørende hans dokumenterede ophold i det egentlige Danmark konstaterer vi, at Roskilde stadig var én af de hyppigst besøgte byer. Af kongens engagement i Nordtyskland er måske hans gentagne ophold i Vordingborg og Nykøbing Falster en afspejling. Imidlertid var han også optaget af skandinavisk politik, hvilket det store antal besøg i Helsingborg og Søborg kan tages som udtryk for. De øvrige dokumenterede opholdssteder i Nordsjælland synes alle at ligge i nærheden af den rejserute (mellem Helsingborg og Roskilde), der endnu anvendtes i det 16. århundrede.
Under perioden 1319-32 synes de to konger, Christoffer 2. og Valdemar 3., at følge meget forskellige rejsemønstre. Valdemar besøgte alle vigtigere landsdele (endog det nordenfjordske og vestlige Jylland), men hverken Halland, Blekinge eller Østskåne var nogensinde hans opholdssted. Det kan ikke konstateres, at kongen i væsentlig grad har foretrukket én bestemt by.
Christoffers opholdssteder koncentrerede sig klart syd for den ”klassiske” skillelinje ved Bæltovergangene, idet Nordsjælland forblev inddraget i kongens rejser. Øst for Øresund kom han til gengæld tilsyneladende aldrig. Inden for dette syddanske område lå tyngdepunktet klart i Sydsjælland, på Nordfalster og på Nordøstlolland; det synes berettiget at betegne Vordingborg som hovedresidens (men ikke som hovedstad, hvilket ville forudsætte permanente institutioner!) med Nykøbing Falster som 2. residens. Koncentrationen om denne del af riget må også nu forklares med engagementet i den nordtyske politik.

### Rejsekongedømmet og Danmarks hovedstad
Regalieindtægterne af byerne må have gjort det tillokkende for kongerne at interessere sig for købstædernes vel, og samtidigt kontrollere den stedlige forvaltning. (Hyppige kongebesøg fandt sted i byer som Vordingborg og Søborg, der hverken havde landsting, bispesæde eller et betydeligt kloster; dette må have haft stor betydning for disse byers økonomiske liv.) Hvis regaleindtægterne af byerne – i Danmark ligesom i Tyskland – var vigtigere end domæneindtægterne af landet, forstår vi bedre hvorfor de danske konger koncentrerede deres rejser om byerne.
Nogle byer var særlig vigtige som kongelige residenser. Men ingen by var Danmarks hovedstad. Dette må betones. Et citat som: ”Før København var Roskilde Danmarks hovedstad, før Roskilde det gamle Lejre”, repræsenterer grundtanken i en tidligere udbredt opfattelse. Altså at fra det sagnrige Lejre, hvor hedenskabets konger havde boet, flyttede den kristnede danekonge til Roskilde – og da nytiden nærmede sig, drog kongen videre til Øresund med handelsbyen der. Denne opfattelse fik stor udbredelse, men er alligevel en misforståelse, og opfattelsen savner også nogle "mellemregninger" som f.eks., at de danske konger i visse dele af 1000-tallet søgte at udvikle Lund til en egentlig centralby i riget.
Det er ganske vildledende for middelalderens vedkommende at tale om en ”rigets hovedstad” eller ens en ”kongelig residensstad”. Det er en indsmugling af moderne begreber i en tid, hvor de ikke passer. Centraladministrationen, det var da kongen og hans hof, hans kansler og hans rentemester. De havde intet fast opholdssted i riget. Kongen og hans følge rejste rundt fra by til by, fra slot til slot.
Meget betegnende for middelalderens stat er dette, at der i riget ikke var noget ubetinget centrum, ingen fast residens. Det ændredes ikke ved, at København i 1416 blev kongestad: byen gik fra Roskildebispens hænder over til at blive kronens. København, med måske 5000 indbyggere, blev således kun en af rigets vigtigste byer.
Men alligevel, med året 1416 var noget nyt begyndt. Kongen var fra nu af ikke altid i København, langtfra, men han var nu oftere her end noget andet sted i riget. Man kan på en vis måde forfølge dette statistisk, når man sammenstiller dateringsstederne fra kongebrevene.
I tiden før 1416 er der ikke nogen by eller slot, der spiller en absolut fremtrædende rolle som kongelig opholdssted. Dronning Margrete og Erik af Pommern residerede adskillige steder: Helsingborg, Lund, Vordingborg, Flensborg, etc.
Helt anderledes var det i tiden efter 1416, da Københavns slot med ét bliver det sted, hvor kongen oftest viser sig. En stedse større andel af kongebreve er nu daterede herfra. I Erik af Pommerns tid måske en tredjedel af alle de bevarede breve, i Christoffer af Bayerns tid henimod halvdelen. Straks kommer København også til at spille en fremtrædende rolle i rigets politiske historie.
Hvad der foregik året 1416 var egentlig blot, at kronen erhvervede et nyt slot og en ny stad. Men i århundredet efter blev det klart for alle, at rigets skæbne stod og faldt med denne kongeby. På den tid stod København også i den almindelige mening som rigets hovedstad.

## Rejsekongedømmets funktion
Både udenlandsk og dansk forskning knytter ofte rejsekongedømmet sammen med naturaløkonomi. Mange beskæftigede sig overvejende med finansieringen af rejserne. Forskere fandt ofte, at rejsekongedømmet nødvendiggjordes af vanskelighederne ved at transportere indsamlede naturalier: nødvendigheden af at forbruge naturalierne på stedet.
Det er dog ikke i naturaløkonomien, at den vigtigste årsag til rejsekongedømmet skal søges. (En lang række af navnene fra kongelev- og patrimoniefortegnelserne i Kong Valdemars Jordebog genfinder vi ganske vist i listerne over kongernes opholdssteder; men selv områder hvor der også var kongelev og/eller patrimonialgods fik sjældne kongebesøg.) Det er værd at bemærke, at kongerne i overvejende grad opholdt sig i byerne. Nogle blev så hyppigt besøgt, at det er berettiget at tale om residenser.
Kongernes residenser skiftede efter behov i rejsekongedømmet. Visse af dem havde bestemte funktioner. Nyborg var mødeby for hoffene, Slesvig sæde for Valdemar Sejrs nordtyske politik, ligesom Vordingborg var det for hans baltiske; den sidste blev endog hovedresidens under Erik Menved og Christoffer 2. på grund af deres nordtyske interesser. Tilsvarende blev Helsingborg og Søborg de vigtigste opholdssteder i forbindelse med den nordiske politik.
Man kan antage, at kongerne af politiske grunde sørgede for at besøge forskellige egne af landet. Årsagerne til deres rejsemønster kan have været flere. Rettertingets fremvækst var én af de vigtigste grunde til eksistensen af rejsekongedømmet. (Her bør det også fremhæves hvilken betydning dette havde ved at muliggøre kontrol med forvaltningen og befolkningens sindelag på stedet.)